# Aku
Aku – u Akanów dwupłciowe bóstwo planety Merkury obdarzające urodzonych w środę mądrością.